# Národní park Appennino Lucano – Val d'Agri – Lagonegrese
Národní park Lukánské Apeniny – Val d'Agri – Lagonegrese (italsky Parco nazionale dell'Appennino Lucano Val d'Agri Lagonegrese) je nejmladší z italských národních parků, byl založený v roce 2007. Leží na jihu Itálie, v regionu Basilicata, v provincii Potenza. Jižně od hlavního města regionu Potenzi. Nachází se v oblasti Lukánských Apenin a údolí řeky Agri. Park má rozlohu 690 km².

## Flora a fauna
Území je bohaté na lesy, rostou zde duby pýřité, habry, jasany, buky, javory a jedle bělokoré. Z fauny jsou zde zastoupeni především vlci, divoká prasata a vydry.